# Empires Vanquished and Dismantled
Empires Vanquished and Dismantled — второй студийный альбом греческой блэк-метал-группы Mystras, выпущенный 5 ноября 2021 года на лейбле I, Voidhanger Records.

## Отзывы критиков
Альбом получил положительные отзывы от музыкальных критиков. Стефан Райхль из metal1.info пишет: «альбом, длительностью более часа, довольно грубо сколочен во всех отношениях — от иногда хаотичных композиций, шаткого исполнения до скучного, несбалансированного сведения, но, несмотря на это, Mystras просто создали чертовски зажигательный альбом».

## Список композиций
| №                   | Название                                   | Длительность |
| ------------------- | ------------------------------------------ | ------------ |
| 1.                  | «The Nightingale»                          | 4:15         |
| 2.                  | «On the Promises of Angels»                | 7:57         |
| 3.                  | «Ah Ya Zein»                               | 2:12         |
| 4.                  | «The Fall of the Kingdom of Jerusalem»     | 14:26        |
| 5.                  | «Cheragheh Zolmezalem (Opposition's Fire)» | 7:36         |
| 6.                  | «To the Builders!»                         | 9:49         |
| 7.                  | «Wie Schändlich Es Ist»                    | 2:19         |
| 8.                  | «The Favor of the Saints»                  | 6:47         |
| 9.                  | «In the Company of Heretics»               | 7:39         |
| Общая длительность: | Общая длительность:                        | 1:03:00      |

## Участники записи
Mystras
- Ayloss — все инструменты, вокал

Приглашённые музыканты
- Stamatis Zafeiropoulos — ней (треки 1, 3, 5)
- Dimitris Corax Augoustinos — перкуссия (трек 1, 5)
- Matthew Dakoutros — скрипка (трек 1, 5)
- Nina Saeidi — вокал (трек 5)